# Dodeok-myeon
Dodeok-myeon (koreanska: 도덕면) är en socken i Sydkorea. Den ligger i kommunen Goheung-gun i provinsen Södra Jeolla i den södra delen av landet, 330 km söder om huvudstaden Seoul.